# Нікольське (селище, Дмитровський міський округ)
Ніко́льське (рос. Никольское) — селище (в минулому присілок) у складі Дмитровського міського округу Московської області, Росія.

## Населення
Населення — 79 осіб (2010; 65 у 2002).
Національний склад (станом на 2002 рік):
- росіяни — 98 %